# Susan Huggettová

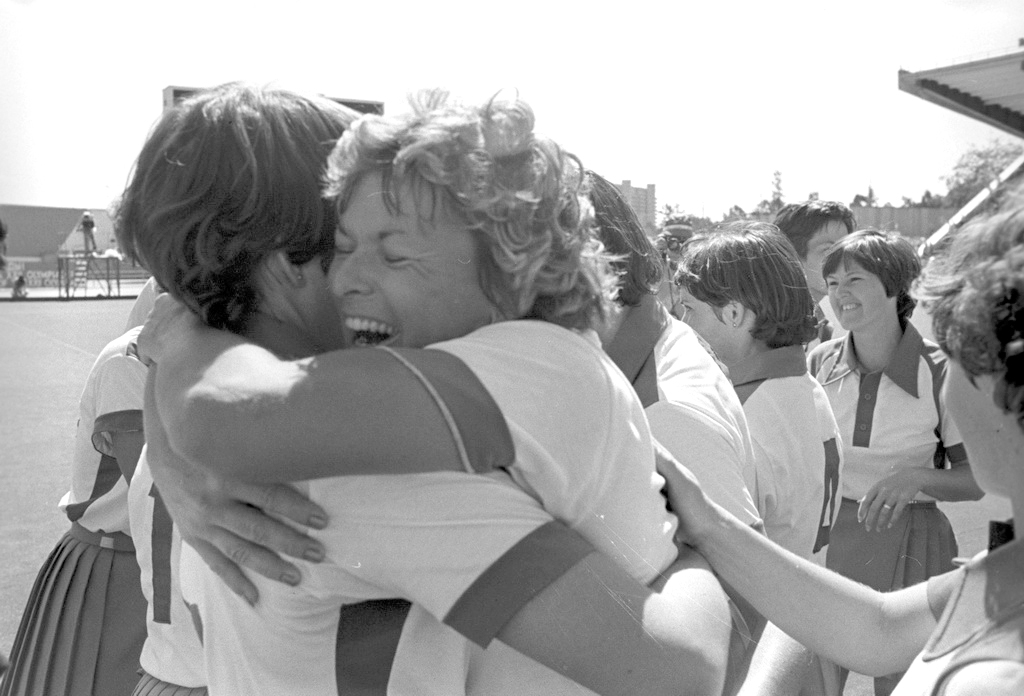

Susan „Sue“ Huggettová (* 29. června 1954) je bývalá zimbabwská pozemní hokejistka, členka týmu, který v roce 1980 na olympijských hrách v Moskvě vybojoval zlaté medaile.